# نقوش صخره‌ای عقربلو
نقوش صخره‌ای عقربلو در روستای عقربلو در ۸ کیلومتری غرب شاهین‌دژ و در کنار رودخانه دائمی زرینه رود شاهین دژ واقع گردیده است.
در حدود ۵۰۰ متری شمال روستا بلندی صخره‌ای کوچکی قرار گرفته است که دارای سطحی صاف وسیقلی است. درضلع شرقی این سطوح آثار حجاری انسان عصر شکار به چشم می‌خورد. اطلاعات دقیقی از زمان ایجاد این نقوش در دست نیست اما احتمال می‌رود مربوط به دوره پارینه سنگی باشند. این نقوش معمولاً آرزوهای نقاش را به تصویر می‌کشد، وجود این نقوش نشان از دیرینگی سکونت انسان در این مناطق دارد.
این نقوش تصاویر زیبایی از چند بزکوهی و یک سری علائم دیگر را به تصویر کشیده است. این اثر به ثبت ملی رسیده است.

## نگارخانه

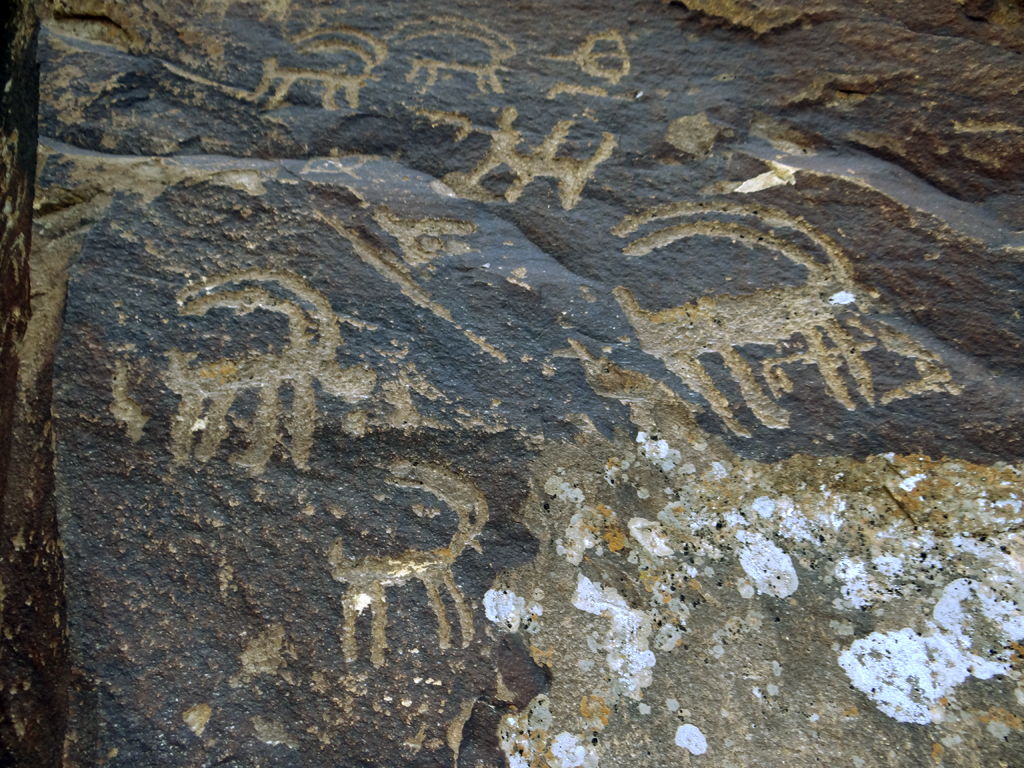
نقوش صخره‌ای
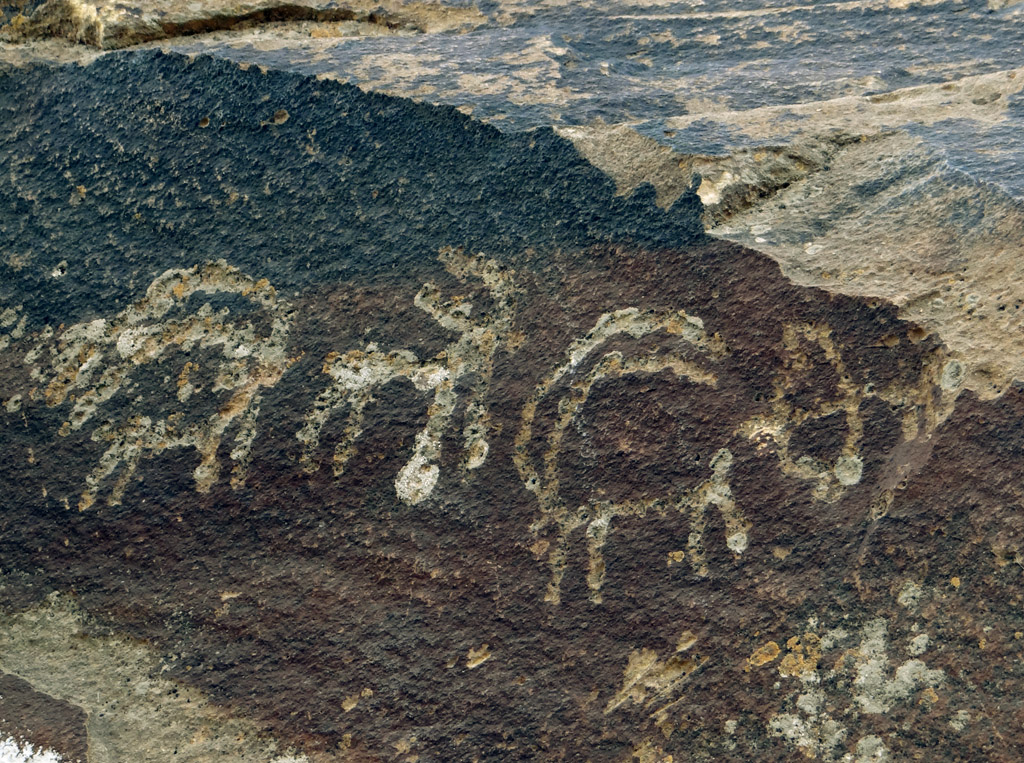
نقوش صخره‌ای